# 諶曾謨
諶曾謨，貴州省大定府平遼州（今贵州織金）人，清朝政治人物、同進士出身。
光緒六年（1880年）庚辰科進士，三甲四十四名；同年五月，著交吏部掣签，分发各省以知县即用。官江蘇知縣。